# La solitudine
"La solitudine" (tiếng Anh: Loneliness) là một bản ballad tiếng Ý được ghi âm bởi ca sĩ nhạc pop Laura Pausini và phát hành như là đĩa đơn đầu tay của cô bởi hãng đĩa CGD vào tháng 2 năm 1993. Bài hát này cũng nằm trong album đầu tiên của Pausini, được phát hành vào ngày 18 tháng 5 năm 1993.
Pausini hát nó lần đầu tiên vào ngày 23 tháng 2 năm 1993, trong Liên hoan âm nhạc Sanremo lần thứ 43. Vào ngày 27 tháng 2 năm 1993, bài hát được công bố là đạt được giải người mới nổi trong cuộc thi này, nhận được 7.464 phiếu bầu.
Đĩa đơn đạt được hạng nhất trong bảng xếp hạng Single Musica eDicchi của Italia, và sau đó trở thành một bản nhạc tiêu biểu của Ý. Sau khi đạt được thành công ở Ý, vào cuối năm 1993, đĩa đơn được phát hành ở các nước khác ở châu Âu, đạt được hạng 5 ở Pháp và lọt được vào bảng xếp hạng Top 40 của Hà Lan và Top 30 của Bỉ.
Năm 1994, Pausini phát hành phiên bản tiếng Tây Ban Nha của bài hát có tựa "La soledad" trong album tiếng Tây Ban Nha đầu tiên của cô, Laura Pausini. Một phiên bản tiếng Anh của bài hát, do Tim Rice phỏng theo  và có tựa đề "La solitudine (Loneliness)" được ghi âm bởi Laura Pausini và phát hành dưới dạng đĩa đơn vào ngày 19 tháng 6 năm 1995  để quảng bá cho album tổng hợp có tựa đề với tên cô.
Bài hát sau đó được thu âm lại thành một bản ballad chậm hơn, sôi động hơn với nhạc cụ live cho album biên soạn năm 2001 của cô The Best of Laura Pausini: E ritorno da te. Một sắp xếp tương tự được dùng cho phiên bản mới của bài hát tiếng Tây Ban Nha, trong đĩa Lo mejor de Laura Pausini: Volveré junto a ti.
Vào ngày 1 tháng 2 năm 2013, Pausini đã xác nhận trên trang web chính thức của mình rằng tất cả ba phiên bản gốc của bài hát sẽ được biên soạn lại và phát hành trên iTunes để kỷ niệm cho sự nghiệp ca nhạc 20 năm của cô.